# مارفن بورنس
مارفن بورنس (بالإنجليزية: Marvin Burns)‏ هو لاعب كرة الماء أمريكي، ولد في 6 يوليو 1928، وتوفي في 1990.

## وصلات خارجية
- مارفن بورنس على موقع قاعة مشاهير السباحة الأمريكية (الإنجليزية)
- مارفن بورنس على موقع اللجنة الأولمبية الدولية (الإنجليزية)
- مارفن بورنس على موقع أوليمبيديا (الإنجليزية)